# Architect
Architect — маткор группа из Нью-Йорка, состоящая из бывших членов Found Dead Hanging и Word As A Virus. Результатом объединения сил стало жестокое и агрессивное звучание.

## Дискография
- All Is Not Lost (2007)
- Ghost Of The Salt Water Machines (2008)

## Состав группы
- Thomas Calandra — Бас
- James Bailey — Гитара
- Anthony Michel — Барабаны
- Keith Allen — Вокал
- Timothy Seib — Гитара